# 1998 WA23
1998 WA23 är en asteroid i huvudbältet som upptäcktes den 18 november 1998 av LINEAR i Socorro County, New Mexico.
Asteroiden har en diameter på ungefär 12 kilometer och den tillhör asteroidgruppen Themis.